# إقليم لمبايكه
إقليم لمباييكه (بالإنجليزية: Lambayeque Region)‏  هو أحد أقاليم بيرو، يتبع بيرو، عاصمته تشيكلايو.

## الموقع
يشترك في الحدود مع:
- إقليم بيورا
- إقليم كاخاماركا
- إقليم لا ليبرتاد.

## التقسيمات الإدارية
- Chiclayo province [الإنجليزية]‏
- Ferreñafe province [الإنجليزية]‏
- مقاطعة لمباييكه.